# 드래곤, 집을 사다.
드래곤, 집을 사다.(ドラゴン、家を買う。)는 타누키 카오(원작), 아야 쇼코(작화)가 원작한 일본의 만화 작품이다. 「월간 코믹 가든」(빅 가든)에서 2017년 1월호부터 발간 중. 2021년 4월부터 6월까지 애니메이션 작품이 방영되었다.

## 주요 내용
용의 전사는 인종에 대한 요구대로 공포를 억누르며 살아가려고 애썼다. 그는 이제 새로운 집을 찾기 위한 임무에 매진하고 있는데, 곧 세계에서 그와 같은 신비하지만 겁쟁이는 생명체를 위한 장소가 없다는 것을 알게 된다.
엘프, 드래곤 및 기타 신화 생물로 가득한 판타지 세계에서 문자 그대로 모든 사람이 주인공의 거주지를 찾고 있는 곳에서 집을 찾는 데 따른 좌절감은 새로운 수준으로 올라가게 된다.

## 등장인물
레티
- 성우 : 호리에 슌

어리고 소심한 붉은 용.
디에리아
- 성우 : 이시카와 카이토

강한 엘프 부동산 업자.
네르
- 성우 : 후쿠엔 미사토

고집스러운 인간 공주.